# Homoiosz
A homoiosz (Gör. ὅμοιοι, a megszokott fordítással ellentétben nem "egyenlők", hanem "hasonlók", tehát hasonló jogokkal rendelkezők) volt az ókori Spárta politésze, azaz teljes jogú polgára. Születésétől kezdve a spártai állam döntött sorsáról és hétéves korától részese lett a szigorú állami nevelési rendszernek, az agógénak.

## Születés és származás
Homoiosz az lehetett, akinek apja is homoiosz volt, és anyja is homoiosz családba született. Más poliszok politészeihez képest külön feltétel volt, hogy az állam tulajdonában lévő életfogytiglani haszonélvezetre szóló parcellával, klarosszal kellett rendelkeznie. Ennek körülményei azonban valószínűleg változtak. Eredetileg minden fiúgyermeknek kijelölhettek egy parcellát, főleg amikor a hódításoknak köszönhetően, különösen a második messzéniai háború után az i. e. 7. század közepén bőven állt új föld rendelkezésre. Később azonban az öröklés léphetett előtérbe, s az i. e. 5. században már csak a legidősebb fiúgyermek tudta továbbvinni apja homoiosz státusát. A többi fiú, ha bátyjuk nem halt meg a csatatéren, lesüllyedt az "alábbvalóak", a hüpomeiónok közé. Másféle birtokkal is kellett, hogy rendelkezzenek, mert az olümpiai kocsiversenyek győztesei között az i. e. 6. századtól mindig sok volt a spártai, ami vagyonosságra utal. Csak a leggazdagabbak engedhették meg maguknak, hogy istállójuk legyen. A klarosz mérete ezt nem tette lehetővé, annak hozamával Athénban a legalsóbb vagyoni osztályba, a thészek közé tartozott volna a haszonélvezője.
Nem sokkal születése után a spártai bébit anyja borban megfürdette, hogy lássa, elég erős-e. Ha ezt túlélte, akkor apja a phülé vénei elé vitte, akik eldöntötték, megmaradhat-e. Ha tökéletlennek vagy gyengének találták, akkor a Taügetosz lejtőire tették ki. Ha nem akkor részese lehetett a spártai nevelésnek, miután néhány évig a családban nevelték.

## Nevelés
7 éves korukig a fiúk a szülői háznál nevelkedtek, utána az állam vette át nevelésüket az agógé rendszerben egy paidonomosz felügyelete alatt. A képzés mindenféle fizikai képzést magában foglalt, mint a táncot, gimnasztikát és labdajátékokat. A spártaiak erotizálták először a testedzést a meztelen gyakorlatozásal, és ők kenték be először testüket olajjal, hogy még jobban kihangsúlyozzák az emberi test szépségét. Az rendszeres olajozás egyébként egy elég drága eljárás volt, ami megtöri a spártai mértékletességről alkotott képet. Voltak olyan versenyek is, amin azt próbálták ki, ki bírja ki a legsúlyosabb korbácsolást. Ez a diamasztigoszisz szent dolognak, egyfajta emberáldozatnak, istenítéletnek is számított.
A zenei és irodalmi képzés alávetett szerepet játszott. A fizikai képzésre fektetett hangsúly miatt tartották a spártaiakat szűkszavúnak, s nyerte a "lakonikus" szó ezt a jelentést (Lakónia tájegység nevéből, ezen terült el ugyanis a spártai állam, Lakedaimón). A képzés Spártában – más görög államoktól (például Athéntól) eltérően – a lányokra is kiterjedt, ők is meztelenül gyakoroltak, de nem vehettek részt az olümpiai játékokon.
Tizenhárom éves korukban a fiatalembereket csoportokba szervezték, és kiküldték a vadonba, hogy éljenek meg ügyességüket és találékonyságukat kihasználva. Feltételezték, hogy élelmüket lopással kell megszerezniük, de ha valakit elkaptak, nagyon súlyosan megbüntették. Ez volt krüpteia, a titkos rituálé, amely valószínűleg ősi beavatási szertartásból eredt, és felkészítette őket arra, hogy elit katonák legyenek.
Egész Görögországban nagy szerepet játszott a társadalmi gyakorlatban a homoszexualitás. Spártában az ephoroszok Claudius Aelianus szerint megbüntették azt az alkalmasnak nyilvánuló férfit, aki nem szeretett egy fiút. Ez a spártaiak maszkulin nevelését célozta, ahol az idősebb eiszpnelasz ("sugalmazó, ihlető") a polisz javára nevelte a fiatalabb aitaszt  ("figyelő").
Bővebb áttekintésért ld.: ógörög homoszexualitás

## Katonáskodás
A spártai polgár lényegében harcos volt, akit kitartásra és engedelmességre neveltek. Csak akkor vált politikussá, ha egy évre ephorosszá választották. A tanácsnak, a gerúsziának 60 éves kora után választhatták élethossziglani tagjává, amivel a katonai szolgálat alól mentesült.
20 éves korában a spártai polgár megkezdte katonai szolgálatát és tagja lett egy étkezési klubnak (szüsszition vagy phüidition) ami kb. 15 tagú volt. A spártaiak 30 éves korukban lettek teljes jogú polgárok azaz homoioszok ("egyenlőek"), és ekkortól váltak kötelezettségeik is teljessé. Aki valamilyen okból ezt nem érték el, azok "alábbvalók", hüpomeiónok lettek származásuk ellenére, akiknek korlátozottabb jogaik voltak.
A homoioszok hoplitaként szolgáltak a hadseregben és ők alkották az elit egységet, ami a teljes hadseregnek csak egy kis részét tette ki. A katonai szellem megerősödését i. e. 556 ephoroszának, Khilónnak tulajdonítja az antik hagyomány. Ha a homoioszok a harctéren gyáván viselkedtek, elveszíthették teljes jogú polgári státusukat és treszantesz válhatott belőlük a közösség határozata alapján.

## Gazdasági háttér és demográfia
A homoioszok a törvény által ki voltak zárva a kereskedelemből és kézművességből, amely tevékenységek így a perioikoszok kezébe kerültek, de a hüpomeiónok is űzhették ezeket a tevékenységeket. A homoioszok elvileg nem birtokolhattak aranyat vagy ezüstöt. A spártaiak vaspénzt (vasrudakat) használtak, ami rendkívül bonyolulttá tette a tolvajlást, a külkereskedelmet és a vagyongyűjtést. A gazdagság forrása elvileg egyedül a föld volt, a helóták évi járadéka, akik megművelték a spártaiak szántóit. A homoioszok egy állami tulajdonú parcellát, klaroszt kaptak élethossziglani használatra, a hozzátartozó helótákkal együtt, akik nem rabszolgák, hanem röghöz kötött jobbágyok voltak a középkori fogalmak szerint.
Ez a fajta egyenlőség azonban már a kezdetektől – a klaroszrendszert talán a második messzéniai háború után vezették be az i. e. 7. században – felborult, amikor egyre inkább koncentrálódni kezdett a föld a nagyobb birtokosok kezében. A nagyobb vagyoni egyenlőtlenségekre már az i. e. 6. század közepétől vannak jelek és az még sokkal súlyosabbá vált valamikor a peloponnészoszi háború után, amikor Plutarkhosz szerint Epitadeusz ephorosz eltávolította a föld elajándékozásának vagy örökül hagyásának törvényi tilalmát, állítólag a fiával való rossz viszonya miatt. Egyre több föld koncentrálódott a nagy földbirtokosok kezén és a teljes jogú polgárok száma pedig egyre csökkent. Az i. e. 5. század elején számuk kb. 5000 volt, Arisztotelész idején már csak kb. 1000, IV. Ágisz hatalomra jutásakor i. e. 244-ben pedig már csak 700. Voltak próbálkozások új földek létrehozásával orvosolni a problémát. Büntetést szabtak ki azokra, akik nem házasodtak meg, vagy túl későn házasodtak meg. Ezek a törvények azonban hatástalanok maradtak.